# هانی اوی (نیویورک)
هانی اوی (به انگلیسی: Honeoye) یک منطقهٔ مسکونی در ایالات متحده آمریکا است که در شهرستان اونتاریو، نیویورک واقع شده‌است. هانی اوی ۵۷۹ نفر جمعیت دارد و ۲۴۸٫۱۱ متر بالاتر از سطح دریا واقع شده‌است.